# 禁酒令
禁酒令（きんしゅれい、英語: prohibition (of alcohol)）は、アルコール飲料を取り締まる奢侈禁止令である。通常は、アルコール飲料の製造・輸送・輸入・輸出・販売が制限・禁止される。「prohibition」の用語は、禁酒令が施行されていた時代を指して使われることもある。歴史上の時代として使うのは、通常ヨーロッパ文化圏の国々に対してのものである。イスラム世界にも、イスラーム法に従ってアルコール飲料の消費を禁じている国はあるが、取り締まりの執行に関する厳格さには、国や時代によってかなりの幅がある。
禁酒令自体は古代からあり、最古のものは紀元前2200年頃の古代中国の夏王朝の禹王によるものと伝えられている。紀元前1100年頃の古代エジプトのものが記録に残っている最古の禁酒令とされ、古代ギリシャやローマでも発令されている。
20世紀初め、北欧諸国および北アメリカでの強力な禁酒運動は、プロテスタントのアルコールへの警戒心からくるものであった。
20世紀前半には、数カ国で禁酒令が敷かれていた。
- 1900年から1948年、プリンスエドワードアイランド州。これより短い期間の禁酒令は、カナダの他の地域でも敷かれた。
- 1914年から1922年、ロシア帝国およびソビエト連邦。
- 1915年から1922年、アイスランド（ビールは1989年まで禁止）
- 1916年から1927年、ノルウェー(酒精強化ワイン・ビールは1917年から1923年まで禁止)
- 1919年3月21日から8月1日、ハンガリー。szesztilalomと呼ばれた。
- 1919年から1932年、フィンランド。kieltolakiと呼ばれた。
- 1920年から1933年、アメリカ合衆国(いわゆる禁酒法)

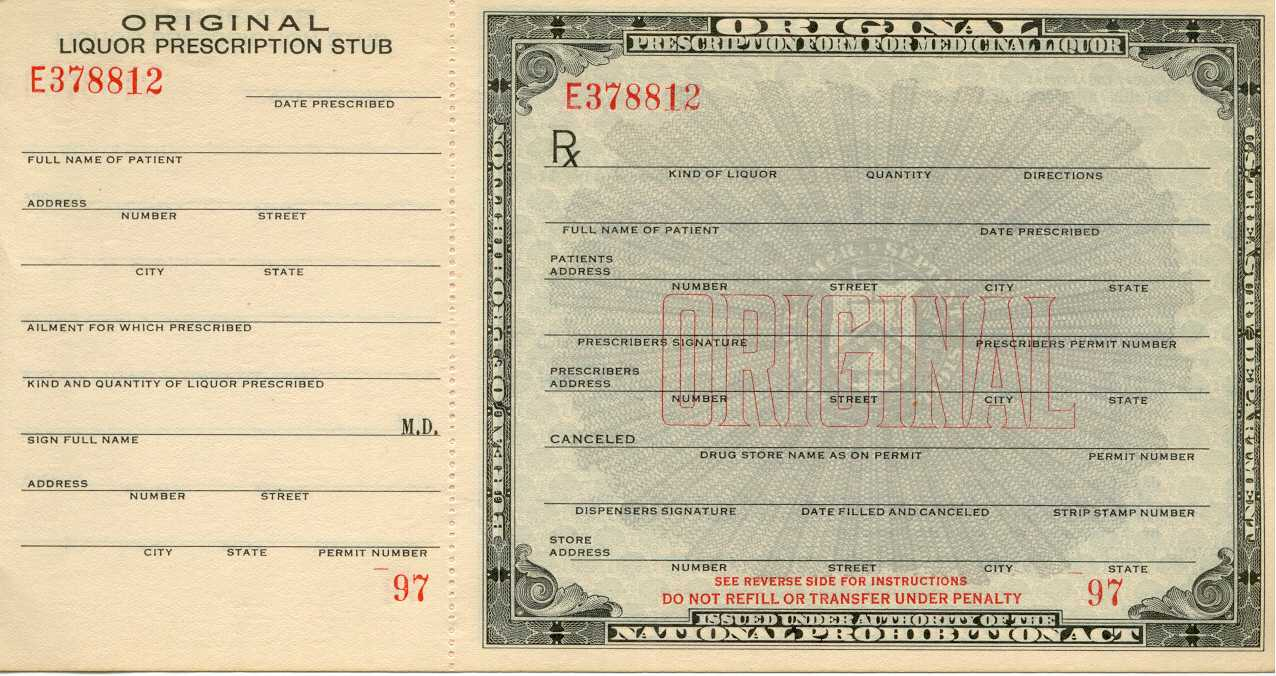
薬用酒の処方箋

## イスラム圏
イスラム教国の中には、以下のようなクルアーン（コーラン）の教えに背く、として現代もアルコールを禁じている国がある。

### アフリカ
リビアはアルコール飲料の輸入・販売・消費を禁止しており、違反者には重罰が科せられる。
チュニジアはワイン以外のアルコール飲料を制限しており、「旅行者のための」特別な地域やバー、もしくは大都市に限って販売と消費が許可されているが、ワインは広く手に入る。
モロッコではラマダーンの間、アルコール飲料の販売を禁止している。
スーダンはアルコールの消費を一切禁止しており、違反者には厳しい罰則が科せられる。

### 中東
トルコは禁酒令は敷かれておらず、生産も消費も(18歳以下は購入できない、という条項の下)合法である。トルコでは、総選挙が行われた24時間の間、アルコール飲料の販売が禁止されていた。
サウジアラビアは完全にアルコール飲料の生産・輸入・消費を禁止し、破ったものには数週間から数ヶ月の禁固、鞭打ちなど、クウェートと同様に厳しい罰則を科している。湾岸戦争中の1991年、多国籍軍は現地の信条を尊重して、飲酒した在サウジアラビア兵士を罰した。
カタールはアルコール飲料の輸入を禁止しており、公の場での飲酒・酩酊は罰則を伴う違法行為と見なされる。違反者は禁固・追放刑に処される。とはいえ、アルコール飲料は認可を受けたホテルのレストランやバーで飲むことができ、またカタール在住の外国人は認可を受けた上ならば飲酒できる。
アラブ首長国連邦では、酒店から非ムスリムの外国人への酒の販売は禁止されていない。ただし居住許可と内務省の飲酒許可を持つ者に限る。
最初にアルコールが解禁されたのはバーレーンで(バーレーンはペルシア湾の国家で最も進歩主義的で最も速く繁栄した国と言われる)、サウジアラビアからの幹線道路を渡ってくる人々に流通している。
イランは、1979年のイラン革命の直後からアルコール飲料の生産・消費を禁止しており、法律違反には過酷な刑罰が割り当てられている。しかし、この法律はいたるところで破られている。公式にも、マイノリティの非ムスリムの人々は、聖餐などの宗教的行事用に、個人的にアルコール飲料を製造することが許可されている。
アフガニスタンでは、ターリバーン政権が厳しく取り締まっている。2000年代から2010年代のターリバーン勢力の後退期は外国人に対する禁止は撤廃されていたため、特定の店でパスポートを提示し、外国人であることを証明すれば購入できた。

### アジア
パキスタンは1947年から30年の間、アルコール飲料の自由な販売・消費が許可されていたが、首相を退任する数週間前のズルフィカール・アリー・ブットーによって禁止された。それ以来、アルコール飲料を許可されているのはヒンドゥー教徒、キリスト教徒、ゾロアスター教徒といったマイノリティーの非ムスリムのみとなっている。許可される割当量は所得によるが、通常は月あたり蒸留酒で5本、ビールで100本前後。パキスタンの人口は1億5千万人ほどだが、アルコール飲料を販売できる小売店は60軒しかなく、合法的な醸造所はラーワルピンディーのマリー醸造所(en:Murree Brewery)一軒しかない。パキスタンのイスラム教条協議会(en:Council of Islamic Ideology イスラム教上の問題に関し、政府にアドバイスを行う憲法で規定された団体)による強制力をもち、厳しく取り締まられている。しかしながら、宗教上のマイノリティの人々が酒の購入免許をムスリムに売ることもしばしばあり、闇取引も続いている。
モルディブではアルコール飲料の輸入が禁止されている。アルコール飲料は、リゾート用の島を訪れる外国人旅行者にのみ許可され、リゾート地を離れての利用はできない。
バングラデシュでも禁酒令が敷かれているが、ホテルやレストランの中にはアルコール飲料を外国人に売る免許を持つものもある。また外国人は少量のアルコール飲料を個人的な飲用のために輸入することができる。

## 北米
前述のとおり、アメリカ合衆国では、1920年代に禁酒法がしかれていた。くわしくはアメリカ合衆国憲法修正第18条およびボルステッド法を参照のこと。
1933年の合衆国憲法修正第21条の発効により、連邦による禁酒権限は廃止されたが、州による禁酒法令は否定されず、州の法令に反して州内で消費するために酒類を持ち込むことを禁止する条項が加わった。1966年以降は全面的な禁酒を定める州法は存在しないが、州法により禁酒権限を授権された基礎自治体の中には禁酒条例を定めているところもある。禁酒郡参照。また、ユタ州のように酒類を販売できる店や時間を厳しく制限する州もある。

## 南米
ラテンアメリカの多くの国では、選挙前・選挙期間中の酒の販売を禁止している(消費は禁止されていない)。

## ヨーロッパ

### 北欧
デンマーク以外の北欧諸国では、長い禁酒の伝統があった。
- アイスランドでは1915年から1922年まで禁酒令が施行された。ただしビールについては、1989年までアルコール度数の制限が加えられていた[9]。
- ノルウェーでは、蒸留酒が1916年から1927年まで禁止され、1917年から1923年は酒精強化ワインとビールも禁止された。
- フィンランドでは1919年から1932年までアルコール飲料が禁止された。
- スウェーデンでは1914年から1955年の間、配給制度(ブラット・システム(en:Bratt System)によって酒類が制限されていたが、完全な禁酒は1922年の国民投票によって否決された。
- フェロー諸島では1922年までアルコール飲料が禁止されていた。

今日でも、デンマークを除く北方諸国はアルコールの販売を厳しくコントロールしている。ノルウェー、スウェーデン、アイスランド、フィンランドでは蒸留酒・ワイン・ビールの専売制が行われている。バーやレストランといった企業は、直接的・間接的(他の国を通す)にアルコール飲料を輸入することもある。アルコール飲料の購入の厳しい規定が守られているスカンディナヴィアの禁酒運動(国際禁酒協会:en:International Organisation of Good Templarsと提携しているものもある)は、ここ数年間で会員の人数や活動に衰えが見られたが、今はスウェーデンのIOGT-NTOの2005年新規会員総数が12,500人になるなど、再興をみせている。

## ロシア・ソ連

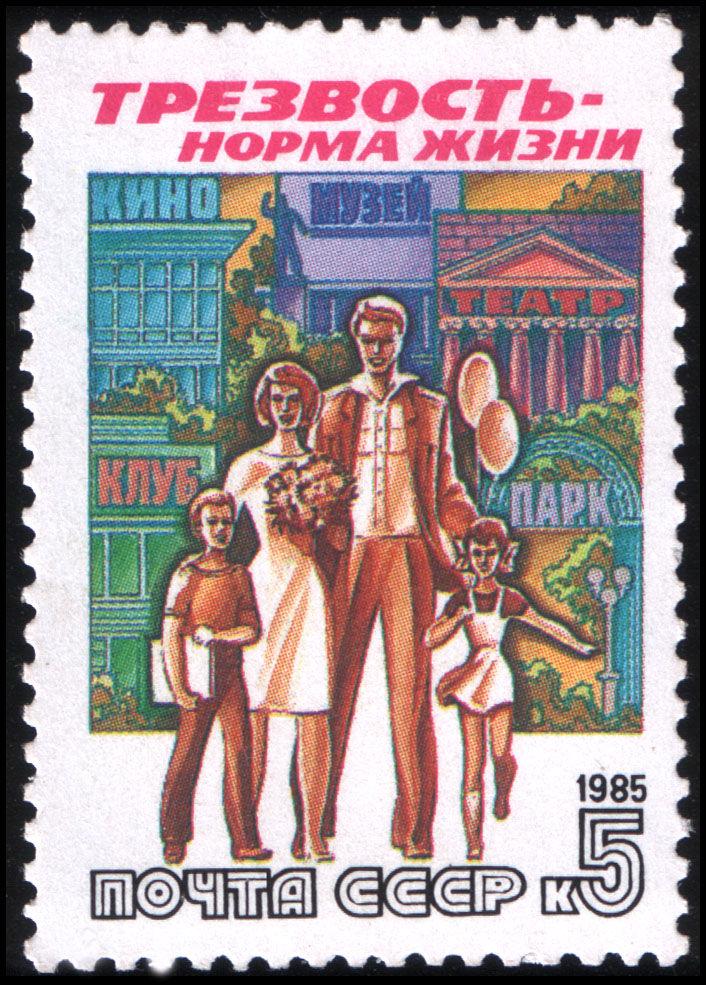
｢しらふが正常｣と書かれたソ連の切手

ロシア帝国では、1914年に限定的な禁酒令が導入された。これはロシア革命・ロシア内戦の混乱期の後も、ロシア・ソビエト連邦社会主義共和国、ソビエト連邦の時代を通して、1925年まで維持された。19世紀ごろから伝統的な微アルコール性飲料であるクワスはモルスやレモネードなど他の果汁飲料に押されて存在感が薄れていたが、禁酒令の例外となっていたことから脚光を浴びた。
禁酒令の撤廃後は勤務時間中の飲酒が横行するなどの問題が深刻化し、過度の飲酒は西側に比べて平均寿命が著しく低かったことの一因ともされた。1985年にはミハイル・ゴルバチョフ共産党書記長が酒類の生産制限・価格引き上げを行うが極めて不評であり、庶民が家でウォッカを密造するため大量の砂糖を使用したことで品不足が常態化し、貴重な収入源だった酒税が減少するなど財政にも打撃を与えた。

## 南アジア
インドの州には、グジャラート州やミゾラム州など禁酒の州がある。独立記念日やガンディー生誕日(en:Gandhi Jayanti マハトマ・ガンディーの誕生日)など、特定の休日は国全体で禁酒することになっており、また投票日も禁酒日とされる。アーンドラ・プラデーシュ州は州首相N・T・ラーマ・ラオの下で禁酒令が課されたことがあったが、その後撤廃された。ハリヤーナー州でも1996年から1998年まで禁酒令が敷かれた。マハーラーシュトラ州では、許可がある場合のみ飲酒が許可されているが、強制されることはめったにない。

## 東南アジア
タイ王国では、学生がアルコール飲料を購入するのを防ぐために、午後の間のアルコール販売を禁止している。スーパーマーケットやコンビニエンスストアの電子レジスターは、この時間帯にアルコール飲料を受け付けないようにプログラムされているが、レジ係はしばしば同額の品物をスキャンして規制を回避している。　また、一部の祝日、選挙の投票日とその前日は、アルコールの販売がすべての店舗、レストラン等において禁止される。
ブルネイでは、公の場でのアルコール飲料の消費が禁止され、アルコールは一切販売されていない。非ムスリムは、空港等(国外)で一定量までのアルコール飲料を購入して、個人的に飲用することが許されている。18歳以上の非ムスリムは2本(約2リットル)までの酒と12缶までのビールを持ち込むことができる。
シンガポールでは、2013年に発生したリトル・インディアでの暴動事件を発端として、2015年4月1日から、「公共の場」における午後10時30分から翌日午前7時までの飲酒が禁止された。また、同時間帯の酒類の小売販売も禁止され、コンビニエンスストアなどでは、冷蔵庫に鍵を掛けて販売できないようにしている。

## オーストラリア

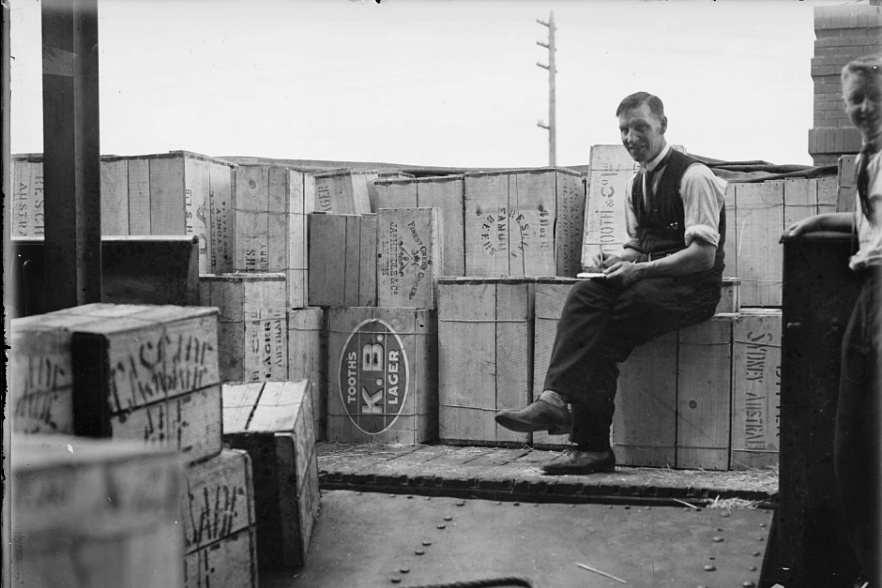
1928年に禁酒令が撤回されてから初めて贈られてきた酒

アルコール飲料は、オーストラリア上に散在する多くのアボリジニのコミュニティで禁止されている。アルコール飲料をこれらの禁酒コミュニティに輸送する行為には厳しい罰則が科され、使用した乗り物が没収されることもある。ノーザンテリトリーの禁酒区域では、アルコール飲料を輸送するのに使った乗り物はすべて没収される。
アルコールの摂取が暴力に繋がることが知られていたため、カヴァなどのより安全な代替品を模索したコミュニティもあり、特にノーザンテリトリーに多い。カヴァの過剰摂取は、アルコールのような暴力性よりもむしろ眠気を誘うのである。このようなアルコールの濫用対策の結果は様々で、社会問題が減ったコミュニティもあれば全く減っていないというコミュニティもある。オーストラリア違法薬物委員会(ANCD)の研究報告では、こういったプログラムが有効に働くためには、他にも「基底にある、アルコールや薬物の乱用に強く影響している社会構造的な要素」に目を向ける必要があると述べている(Op. cit., p.26)。連邦政府は2007年、ノーザンテリトリーへのカヴァの輸入を禁止した。

## 中国
中国で出された最古の禁酒令は周の周公の出した「酒誥」である。殷の紂王、夏の桀王が酒で国を滅ぼしたことを教訓とし、王侯諸侯は酒席で非礼であってはならず、民衆は集まって酒を飲むことを禁じられた。違反したものは死刑となる厳しい禁令だったが、長い期間維持することはできなかった。以後、清朝に至るまで禁酒令は頻繁に出されたが、うやむやのうちに立ち消えになるのが常だった。
後漢末期の中国では、曹操と劉備が禁酒令を出した。曹操の禁酒令は表面上酒害を理由としていたが実際は兵糧米の不足が背景にあったらしく、その点を孔融に揶揄されている。また、さほど厳密なものでもなかったようで、ある配下が失言して曹操の機嫌を損ねた際に「彼がそう言ったのは酒飲みどもの隠語で、閣下が思われたような意味ではございません」と取りなす者があって処刑をまぬがれている（『三国志』徐邈伝。いうまでもないが、この取りなしは禁酒令が厳格に施行されていれば成立しないものである）。劉備のほうでは、取り締まりの行き過ぎで酒の醸造道具を持っていただけの人物が禁酒令違反として逮捕されたことがあった。この時は、劉備挙兵以来の長老である簡雍が「それならあそこを歩いているカップルも淫行罪で逮捕しましょう。彼らは『淫行の道具を持っている』わけですから」と劉備に言ったため醸造道具を持っていた者は釈放されている（『三国志』簡雍伝）。

## 日本
日本では大化2年（646年）に最初の禁酒令が発令され、その後何度も禁酒令の発令や酒造の制限が行われた。
禁酒令ではないが、鎌倉幕府で1252年（建長4年）に酒の販売を禁止する「沽酒の禁」が出された。各戸で所有が認められた酒壺は自家用の1つだけとされ、残りは全て打ちこわされた。
室町幕府第4代将軍足利義持は将軍在任中から度々禅寺などに禁酒令を出した。さらに息子の足利義量の近臣にも義量に酒を勧めないように命じた（『花営三代記』応永28年＝1421年6月25日条・6月29日条）。なお、義量が大酒飲みのために早世したという逸話は、この話の曲解に過ぎないと言う研究もある。ただし本人は大酒を飲んで毎夜のように宴会を行っている。
戦国時代では各戦国大名が禁酒令を出しており、例として、蘆名盛氏（『会津旧事雑考』、1562年と1571年の2度）や長宗我部元親の『長宗我部元親百箇条』（1597年制定）がある（後者は後に撤回）。
江戸時代の元禄9年（1696年）、江戸幕府は大酒の禁止令を出している。これは当時、生類憐みの令が布かれていたが、酒に酔って犬猫などの動物に乱暴を働くものが多かったからである。厳格な罰則があるというよりも、犬猫保護と風紀粛清を目的とした「お触れ」であった。
1926年（大正15年）4月1日、石川県河合谷村に於いて、老朽化した上河合小学校（後の津幡町立河合谷小学校）の改築費45000円を捻出する目的で、全村民に対し5年間の禁酒、禁酒で浮かせた分として毎日5銭以上の貯金が提唱され、結果的に禁酒は約20年続いた。村内に8軒在った酒屋は自主廃業している。
現代においても1953年公布の酒税法において、酒類の製造及び販売においては制限されている。